# Inulopsis
Inulopsis là một chi thực vật có hoa trong họ Cúc (Asteraceae).

## Loài
Chi Inulopsis gồm các loài: